# Хатина «Діскавері»

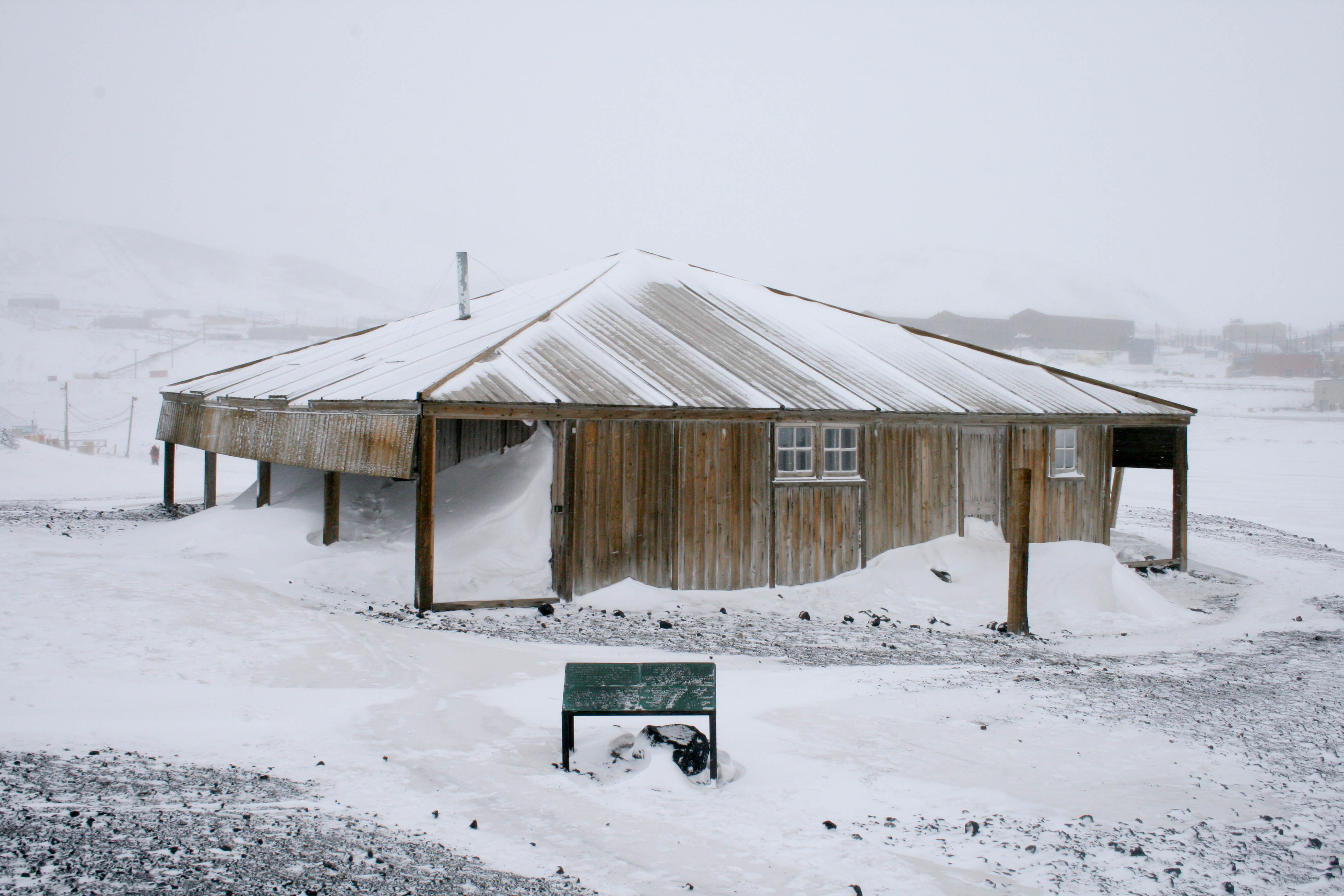
Хатина «Діскавері» у 2008 році. Вона була споруджена у 1902 році експедицією Роберта Фолкон Скотта 1903—1907 рр.

Хатина «Діскавері» (англ. Discovery Hut) — хатина, яка була побудована Робертом Фолкон Скоттом під час експедиції Діскавері 1901—1904 рр. в 1902 р. та розташована на острові Росса, Мак-Мердо протоки в Антарктиді. Відвідувачі Антарктиди, які приїжджають до бази США на Мак-Мердо станцію, або до Нової Зеландії на Скотт станцію, швидше за все, зустрінуть хатину Діскавері, оскільки обидві вони розташовані на мисі хатини. Хатина Діскавері знаходиться всього в 300 м від бази Мак-Мердо. Ця хатина була визначена як історичне місце чи пам'ятник (анг. HSM) за пропозицією Нової Зеландії та Сполученого Королівства за Антарктичним договором про Антарктику.
Деяка плутанина виникає через те, що хатину «Діскавері» технічно можна назвати як хатину Скотта, оскільки його експедиція побудувала її, і це була його база на березі під час експедиції 1901—1904 рр., але назва хатини Скотта зазвичай належить будівлі, спорудженій у 1911 році на мисі Еванса.

## Історія

### Британська національна антарктична експедиція 1901—1904

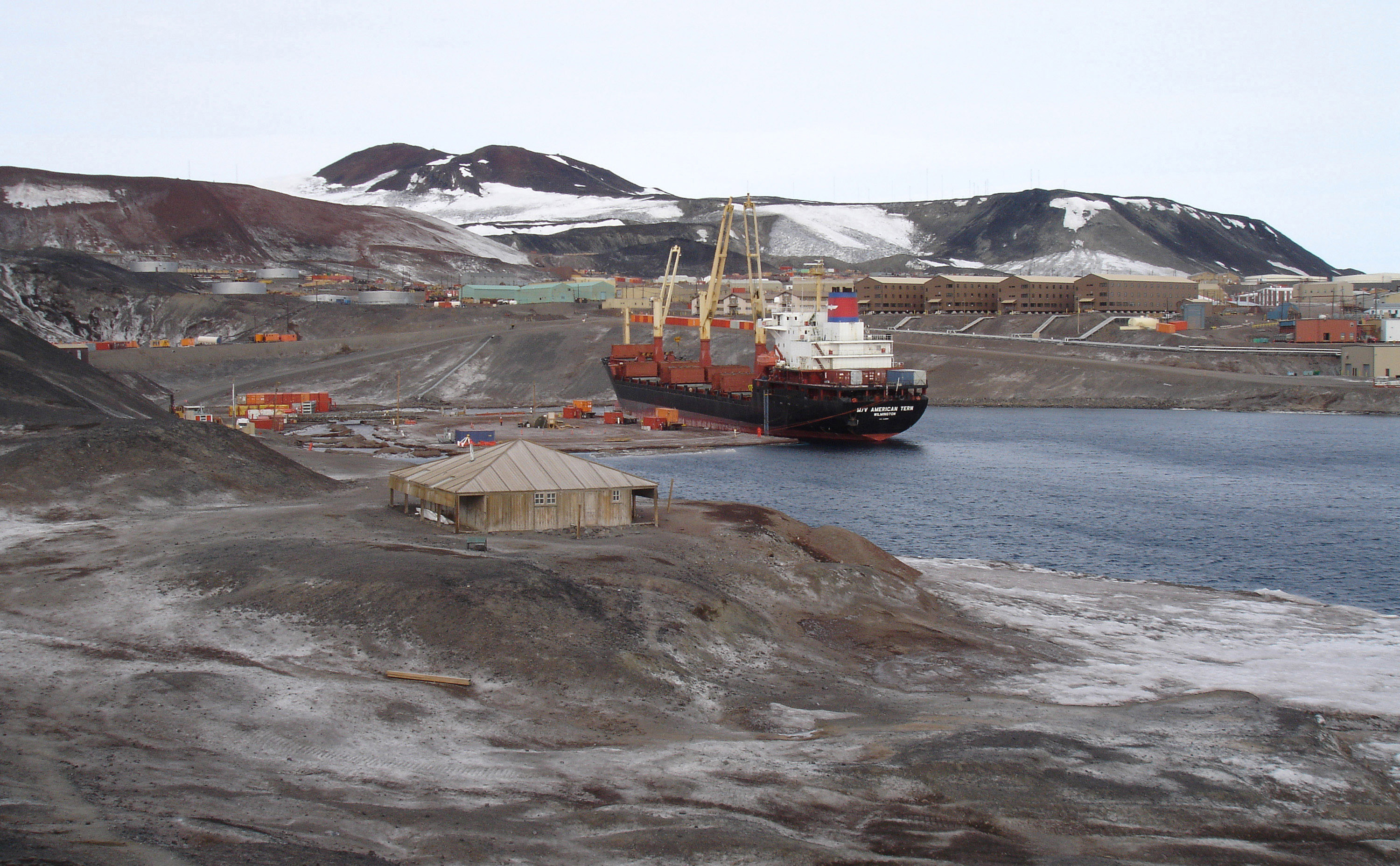
Хатина «Діскавері», 2007 р. на острові Росса, Антарктида. Фото, зняте на мисі хатини із станцією Мак-Мердо на задньому плані.

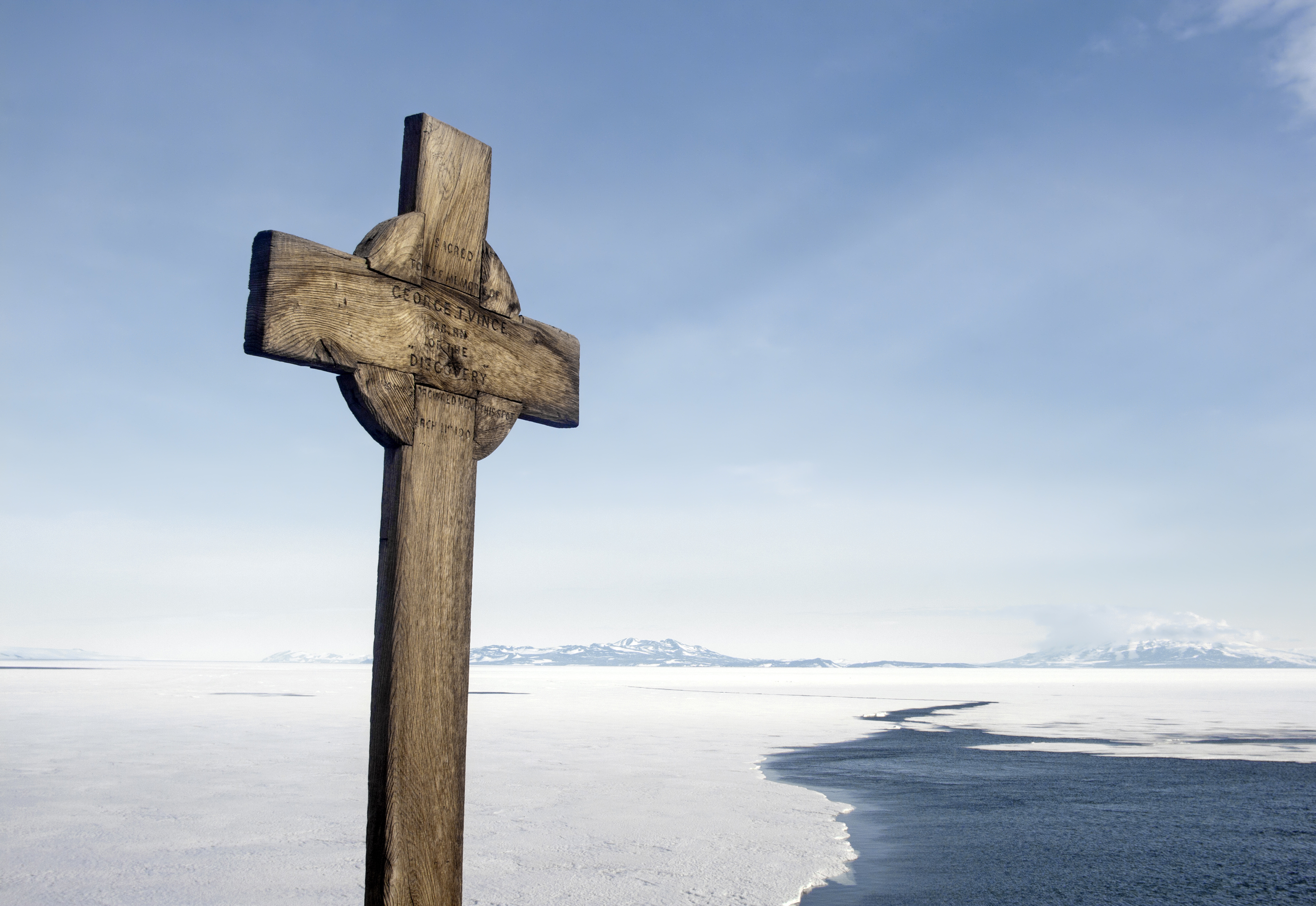
Хрест Джорджа Вінса

Хатина «Діскавері» була спроектована професором Грегорі (він був призначений керівником наукового колективу, і подав у відставку перед тим, як «Діскавері» відправилася на південь) і зібрана Джеймсом Муром в Сіднеї (вартість: 870,14.5 фунтів стерлінгів), перш ніж була привезена кораблем на південь. Вона по суті квадратна і з трьох сторін веранди. Пірамідальна покрівля підтримується центральною опорою. Ізоляція забезпечувалася фетром, розміщеним між внутрішніми та зовнішніми дерев'яними досками стін. Цього виявилося недостатньо, і хатина важко зберігала тепло.
Хатина «Діскавері» була великою міцною спорудою, але настільки сувора і холодна в порівнянні з кораблем, який пришвартувався за сто ярдів, що її протягом першого року зовсім не використовували як житлове приміщення. Її виключно використовували як сховище, і для великого запасу продуктів, таких як борошно, какао, кава, печиво та консервоване м'ясо, і залишали там у разі використання як місця відступу, якщо будь-яка катастрофа наздожене корабель. Протягом другого року випадкові групи таборилися всередині хатини, але ні ліжок чи постійних спальних місць ніколи не встановлювали.
На пагорбі за хатиною Діскавері був встановлений хрест в пам'ять про Джорджа Вінса, який загинув неподалік в аварії під час експедиції 1904 року. Хрест також був позначений як історичне місце або пам'ятник (анг. HSM 19), після пропозиції Нової Зеландії та Сполученого Королівства в Антарктичному договорі.
Коли «Discovery» нарешті покинув Мак-Мердо протоку, хатина була позбавлена усього спорядження, включаючи піч, але там було залишено великий запас згаданих вище продуктів.

### Британська антарктична експедиція 1907–09
Коли в лютому 1908 року Ернест Шеклтон повернувся до Мак-Мердо протоки, він виявив, що двері були відчинені, очевидно, південною хуртовиною, і засипані снігом з вулиці та зсередини. Отже, вхід був зроблений через одне із вікон. Він використав хатину у вересні та жовтні 1908 року як сховище для великої кількості обладнання, їжі та олії, які вони мали взяти під час спроби досягти полюса. Вони побудували своєрідну вітальню із забезпеченням і прибрали сміття. Полярна група обрала спати там до початку, а підтримуюча група спала на вулиці в наметах, оскільки вони вважали, що тепліше. Вони продовжували використовувати вікно як засіб проникнення та виходу, щоб уникнути постійного відкидання снігу, що було необхідно, оскільки кожна південна хуртовина перекривала головний вхід. Різні депо групи використовували хатину для поповнення своїх запасів, які були доставлені санями від хатини Шеклтона мису Ройдса до мису хати.
Досягнувши меж 100 морських миль (190 км), вони ледь повернулися живими. У ніч на 3 березня 1909 р. південна група повернулась, була відсутня на марші 128 днів. Один чоловік потребував термінової медичної допомоги, і тому Шеклтон намагався спалити сусідню Магнітну хатину з надією привернути увагу корабля, але не зміг їїзапалити. Нарешті йому вдалося запалити факел з карбіду, і корабель спустився до них у хуртовину, і всі були в безпеці на борту о 1 годині ранку 4 березня 1909 року. До того як залишити хатину, вони закидали вікно балками деревини, якнайкраще, це було в шторм і темряву.

### Британська антарктична експедиція 1910—1913 років

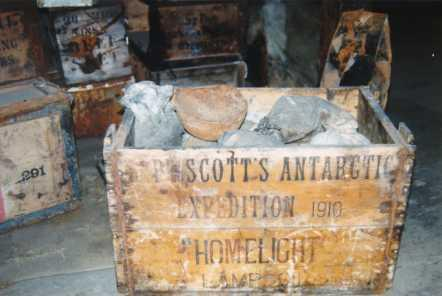
Запаси з експедиції Terra Nova залишилися в хатині Discovery.

Коли в 1911 році учасники експедиції Тера Нова вирушили на південь від хатини Скотта на мис Еванса, вони знайшли хату «Діскавері», повну снігу та льоду, а також запаси, що залишилися з 1903 року. Хатину «Діскавері» очистили та використовували протягом 1911 та 1912 рр. як місце для зупинки та проведення зустрічі для експедиторів Terra Nova, що прямували на південь до полюсу від хати Скотта на мис Еванса.

Скотт написав про хатину:
8 березня 1911 р. Температура хати, звичайно, низька, але в будь-якому іншому відношенні нам абсолютно комфортно. Існує необмежена кількість печива, і наше відкриття на мисі Pram є необмежена кількість м'яса тюленів. У нас є купа какао, кави та чаю, достатня кількість цукру та солі. Крім того, невеликий запаси розкоші, шоколаду, родзинок, сочевиці, вівсяної каші, сардин та джемів, які послужать на зміну. Порожня керосинова банка та деяка вогнетривка цегла були зроблені у чудову маленьку піч, яку було з'єднано до старої пічної труби. Наші страви або тушкуються або смажаться на цій плиті, поки чай або какао готуються на примусі. З іншого боку, нам вдається почувати дуже комфортно себе під час нашого перебування тут, і вже ми можемо вважати це тимчасовим домом.

9 березня 1911 р. Вчора і сьогодні дуже зайнятий хатою та швидким подоланням труднощів. Піч погрожувала вибрати наш запас дров. Ми переробили її так, щоб для її запалювання потрібно було лише кілька стружок деревини, а потім продовжує подавати велике тепло тільки з жиру. На сьогоднішній день необхідно вдосконалити регуляцію тяги та збільшити діапазон приготування. Далі ми розмістилися у житлових приміщеннях зимовий тент з нашого старого Діскавері, і вже починаємо утримувати тепло, яке генерується всередині.

### Імператорська Трансантарктична експедиція 1914—1917 років

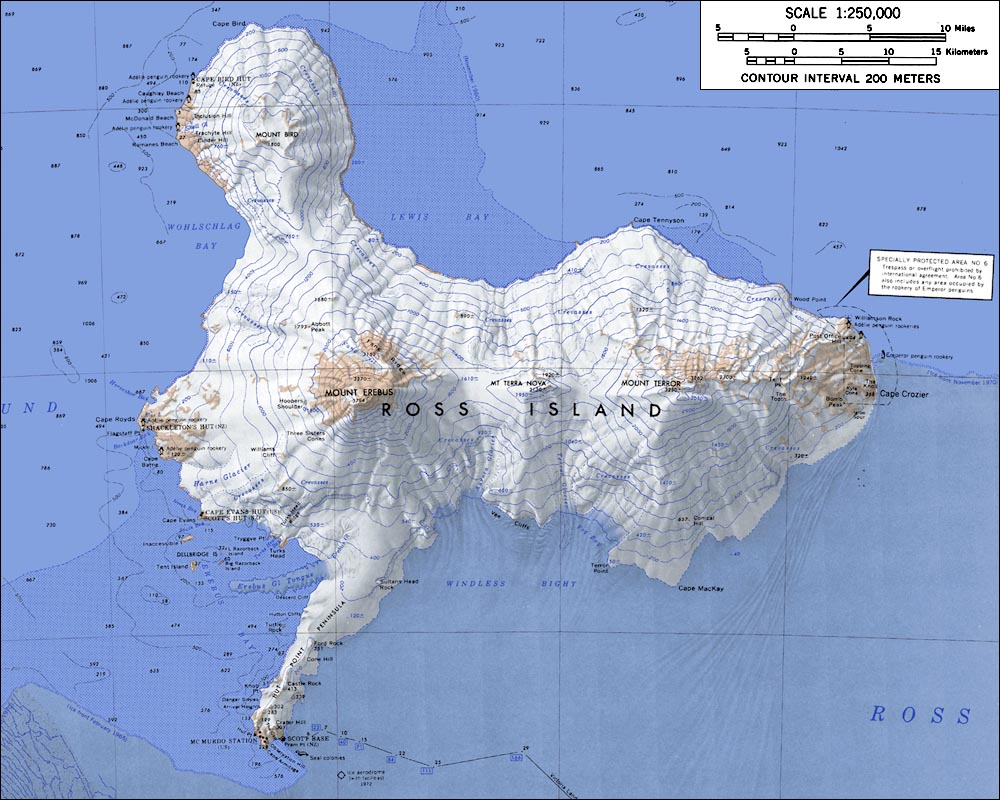
Карта острова Росса, що показує місця мису хатина, мис Ройдса і мис Еванса.

Хата знову використовувалась групою море Росса з Імператорської Трансантарктичної експедиції. Сніг очистили, а в ньому розмістили зайві запаси. Проблеми з депо до 80 ° у січні — березні 1915 року. Всі десять собак, вивезених у подорож, загинули під час повернення. На той момент, коли 25 березня 1915 року всі групи були об'єднані на мис хатина, самі чоловіки були виснажені та обморожені, і сталася значна втрата довіри до Енея Макінтоша, керівника. Стан морського льоду в Мак-Мердо унеможлював подорож назад до мису Еванса, тому група перебувала до 1 червня 1915 року в спартанських умовах і покладалася на тюленів для свіжого м'яса та палива.
Кілька чоловіків знову опинилися в скруті на мисі хатина після другого сезону депо. Це почалося у вересні 1915 р. і до березня 1916 р., Спенсер-Сміт, Гейвард і Макінтош не змогли ходити. Інші троє чоловіків, які все ще стояли на ногах, Річардс, Уайлд і Джойс, були вже занадто слабкими, щоб вивезти трьох інвалідів. Тому 8 березня 1916 року Макінтош визвався залишитися в наметі, а інші намагалися вивезти Спенсера-Сміта та Хейворда до миса хатина. Через день Спенсер-Сміт помер, повністю стомлений виснаженням і цингою, був похований у льоду. Уайлд і Джойс 11 березня дійшли до мису хата з Хейвордом і повернулися назад до Макінтоша. До 16 березня вся група, що вижила, дісталася хатини. П'ятеро вцілілих повільно відновили сили за допомогою дієти з м'яса тюленів. Лід був для них занадто тонким, щоб ризикувати останньою поїздкою до мису Еванса, але монотонність їхнього раціону та оточення стали нудними. 8 травня Макінтош та Гейвард ризикували тонким льодом та пішли до мису Еванса. Їх більше ніколи не бачили. Річардс, Джойс та Уайлд чекали до 15 липня, щоб здійснити подорож до мису Еванса. Використання тюленя для опалення під час цієї експедиції, призвело до значного забарвлення внутрішніх стін та вмісту хатини.

### Збереження та занепад у хатині Діскавері

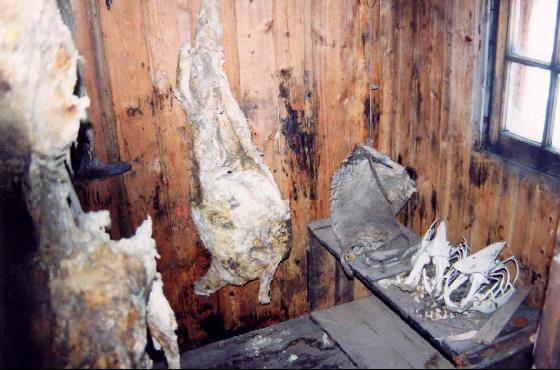
Ворвань тюленя, майже століття, досі висить у хатині Діскавері, збережений температурою, яка ніколи не піднімається вище нуля.

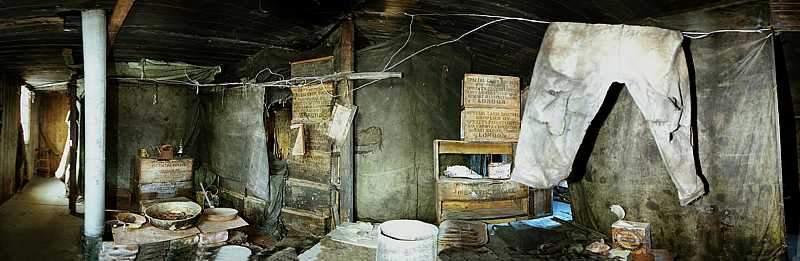
Інтер'єр Діскавері хатини в 2000 році

Шеклтон консультував майбутніх дослідників Антарктики про стан хатини після того, як група море Росса покинула її: Запаси, розміщені там у 1902 році, є неушкодженими. У хатині є декілька різних додаткових провіантів та олії, але ні спального спорядження, ні житла, ні пічки, і це не повинно розглядатись як щось інше, як притулок та найкорисніший для початку причал будь-якої подорожі на південь. Жодна з моїх двох експедицій з неї не взяла жодних запасів, ані будь-якого обладнання.
Однак після того, як Шеклтон покинув хатину в 1917 році, вона залишилася недоторканою до 1956 року, тоді американські експедитори відкопали її зі снігу та льоду. Було виявлено, що вона знаходиться у чудовому стані збереження, і включає багато артефактів обох попередніх експедицій. Хоча деякі артефакти були прийняті як сувеніри в той час (і з тих пір), хатина значною мірою залишалася такою, якою була в 1917 році.
Нова Зеландія та Велика Британія брали на себе відповідальність у різні періоди починаючи з 1970-х років за відновлення (значною мірою видалення снігу та льоду) хатини «Діскавері» та хатини Скотта.
Незважаючи на те, що відмічено збереження їжі в умовах морозу та сухого клімату, все ще відбувається розпад бактерій. Відвідувачі описують м'ясо тюленів, що збереглося у хатині «Діскавері», як таке, що пахне «досить прогірклим», та існує побоювання, що тканина цих хатин зазнає грибкового гниття. Як хатина Скотта, так і хатина Шеклтона були включені до списку Світових пам'яток спостереження із 100-і уязвимих місць.